# 沢本理吉郎
沢本 理吉郎（澤本、さわもと りきちろう、1898年（明治31年）2月3日 - 1967年（昭和42年）8月16日）は、日本の陸軍軍人。最終階級は陸軍少将。

## 経歴
千葉県出身。呉服商・沢本夘之吉の息子として生まれる。陸軍中央幼年学校予科、中央幼年学校本科を経て、1918年（大正7年）5月、陸軍士官学校（30期）を卒業。同年12月、砲兵少尉に任官し野砲兵第18連隊付となる。1919年（大正8年）4月から同年11月までシベリア出兵に出征した。1921年（大正10年）11月、陸軍砲工学校高等科（27期）を卒業。1927年（昭和2年）12月、陸軍大学校（39期）を優等で卒業し野戦重砲兵第8連隊中隊長に就任。
1929年（昭和4年）1月、陸軍省軍務局付勤務となり、軍務局課員、ポーランド・ソビエト連邦在勤、陸軍野戦砲兵学校教官、陸軍省整備局課員などを務め、 1937年（昭和12年）8月、砲兵中佐に進級。同年10月、侍従武官に任じられた。
1939年（昭和14年）3月、砲兵大佐に昇進し、1941年（昭和16年）9月、独立山砲兵第10連隊長に発令され日中戦争に出征した。砲兵監部員を経て、1943年（昭和18年）3月、陸軍少将に進み支那派遣軍司令部付となる。同年11月、緬甸方面軍司令部付（ビルマ軍事顧問）となり、1945年（昭和20年）2月、第33軍参謀長に転じ、ビルマの戦いの邁作戦（シッタン作戦）を遂行中に終戦を迎えた。1947年（昭和22年）8月に復員した。
1948年（昭和23年）1月31日、公職追放仮指定を受けた。

## 親族
- 義兄 村上尚武（陸軍大佐）[1]

## 栄典
外国勲章佩用允許
- 1943年（昭和18年）12月10日 -  中華民国（汪兆銘政権）：一級同光勲章[5]